# ميكتشيت
ميكتشيت هي بلدية تقع في إقليم أرجيش في رومانيا.